# Bactérie pourpre
Une bactérie pourpre est une protéobactérie phototrophe, c'est-à-dire capable de produire son énergie métabolique par photosynthèse. Ces bactéries sont pigmentées par de la bactériochlorophylle a et b avec divers caroténoïdes qui leur donnent des couleurs allant de l'orange au pourpre en passant par le brun et le rouge. On peut les diviser en deux groupes : les bactéries pourpres sulfureuses et les bactéries pourpres non sulfureuses (Rhodospirillaceae).
Comme la plupart des autres bactéries photosynthétiques, les bactéries pourpres ne produisent pas d'oxygène car elles réalisent une photosynthèse anoxygénique dans laquelle le donneur d'électrons n'est pas l'eau. Les bactéries pourpres sulfureuses utilisent les anions sulfure S– ou le soufre S0 comme donneurs d'électrons, tandis que les bactéries pourpres non sulfureuses utilisent typiquement l'hydrogène H2 bien que certaines puissent également utiliser comme donneurs d'électrons d'autres composés en petite quantité.
Des études ont rapproché certaines bactéries pourpres des mitochondries et des hydrogénosomes, qui sont des organites présents chez les eucaryotes.